# Zuid-Noord-waterproject

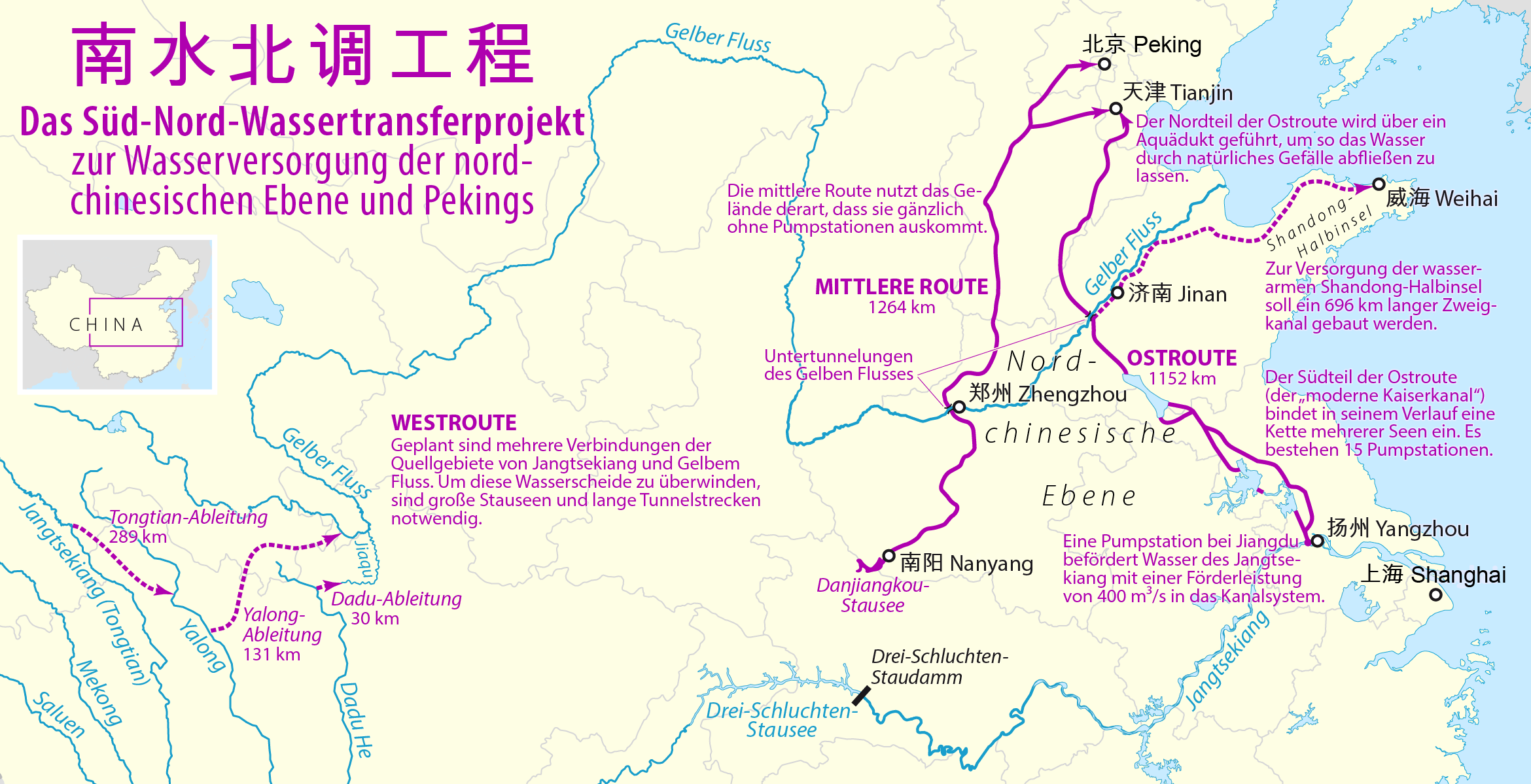

Het Zuid-Noord-waterproject is een project om water van de bovenstromen van de zes rivieren in het zuidwesten van de Volksrepubliek China om te leiden naar droge gebieden in het noorden van China, door middel van reservoirs, tunnels en natuurlijke rivieren. Het betreft onder andere de rivieren Mekong, Yarlung Tsangpo en Salween.
Het betreft 44,8 miljard m³ water dat jaarlijks door dit systeem wordt verplaatst.